# Gran Premi d'Espanya de motociclisme de 1970
El Gran Premi d'Espanya de motociclisme de 1970 fou la dotzena i darrera cursa de la temporada 1970 de motociclisme. La cursa es disputà al Circuit de Montjuïc (Barcelona, Catalunya) els dies 26 i 27 de setembre de 1970.
L'esdeveniment veié la victòria dels oficials de Derbi Salvador Cañellas i Angel Nieto a les curses de 50cc i 125cc, respectivament. Nieto s'imposà al debutant Barry Sheene, mentre que Cañellas baté a l'esprint les Kreidler de Rudolf Kunz i Jan de Vries.

## 500 cc
20 pilots a la sortida, 11 classificats.

### Arribats a la meta
| Pos. | Pilot              | Moto               | Temps         | Punts |
| ---- | ------------------ | ------------------ | ------------- | ----- |
| 1    | Angelo Bergamonti  | MV Agusta          | 1h 15' 14" 12 | 15    |
| 2    | Ginger Molloy      | Kawasaki           | +1' 54" 83    | 12    |
| 3    | Giuseppe Mandolini | Aermacchi          | +1 volta      | 10    |
| 4    | Tommy Robb         | Seeley - Matchless | +1 volta      | 8     |
| 5    | Roberto Gallina    | Paton              | +1 volta      | 6     |
| 6    | Martin Carney      | Kawasaki           | +1 volta      | 5     |
| 7    | Martti Pesonen     | Yamaha             | +2 voltes     | 4     |
| 8    | Christian Ravel    | Kawasaki           | +2 voltes     | 3     |
| 9    | Dave Simmonds      | Kawasaki           | +2 voltes     | 2     |
| 10   | Gordon Keith       | Velocette          | +3 voltes     | 1     |
| 11   | John Burgess       | Ray Petty Norton   | +4 voltes     |       |

### Retirats
| Pilot             | Moto            | Motiu retirada |
| ----------------- | --------------- | -------------- |
| Gyula Marsovszky  | Kawasaki        | avaria         |
| John Dodds        | LinTo           |                |
| Barry Sheene      | Bultaco         |                |
| Bo Granath        | Husqvarna       |                |
| Jack Findlay      | Seeley - Suzuki |                |
| Alberto Pagani    | LinTo           |                |
| Lewis Young       | Honda           |                |
| Terry Dennehy     | Honda           |                |
| Maurice Hawthorne | LinTo           |                |

## 350 cc

### Arribats a la meta
| Pos. | Pilot              | Moto      | Temps         | Punts |
| ---- | ------------------ | --------- | ------------- | ----- |
| 1    | Angelo Bergamonti  | MV Agusta | 1h 15' 07" 63 | 15    |
| 2    | Rodney Gould       | Yamaha    | +1' 31" 52    | 12    |
| 3    | Kent Andersson     | Yamaha    | +1' 31" 70    | 10    |
| 4    | Martti Pesonen     | Yamaha    | +1 volta      | 8     |
| 5    | Dieter Braun       | Yamaha    | +1 volta      | 6     |
| 6    | Terry Dennehy      | Yamaha    | +1 volta      | 5     |
| 7    | Roberto Gallina    | Aermacchi | +1 volta      | 4     |
| 8    | Tommy Robb         | Yamaha    | +2 voltes     | 3     |
| 9    | Martin Carney      | Kawasaki  | +2 voltes     | 2     |
| 10   | Bosse Granath      | Yamaha    | +3 voltes     | 1     |
| 11   | Hans-Dieter Görgen | Yamaha    | +3 voltes     |       |
| 12   | Lewis Young        | Aermacchi | +3 voltes     |       |

## 250 cc

### Arribats a la meta
| Pos. | Pilot             | Moto      | Temps         | Punts |
| ---- | ----------------- | --------- | ------------- | ----- |
| 1    | Kent Andersson    | Yamaha    | 1h 04' 25" 52 | 15    |
| 2    | Ginger Molloy     | Yamaha    | +0' 42" 33    | 12    |
| 3    | Silvio Grassetti  | Yamaha    | +1' 30" 10    | 10    |
| 4    | Gyula Marsovszky  | Yamaha    | +1' 38" 71    | 8     |
| 5    | Oronzo Memola     | Yamaha    | +1 volta      | 6     |
| 6    | Bosse Granath     | Yamaha    | +1 volta      | 5     |
| 7    | Alberto Pagani    | Aermacchi | +1 volta      | 4     |
| 8    | Maurice Hawthorne | Yamaha    | +1 volta      | 3     |
| 9    | Cees van Dongen   | Yamaha    | +2 voltes     | 2     |
| 10   | Börje Jansson     | Yamaha    | +2 voltes     | 1     |
| 11   | Dave Browning     | Yamaha    | +2 voltes     |       |
| 12   | Francesco Villa   | Villa     | +3 voltes     |       |

## 125 cc

### Arribats a la meta
| Pos. | Pilot              | Moto      | Temps      | Punts |
| ---- | ------------------ | --------- | ---------- | ----- |
| 1    | Angel Nieto        | Derbi     | 54' 13" 67 | 15    |
| 2    | Barry Sheene       | Suzuki    | +08" 13    | 12    |
| 3    | Börje Jansson      | Maico     | +47" 38    | 10    |
| 4    | Dieter Braun       | Suzuki    | +48" 15    | 8     |
| 5    | Giuseppe Mandolini | Villa     | +1' 57" 14 | 6     |
| 6    | John Dodds         | Aermacchi | +1 volta   | 5     |
| 7    | José Medrano       | Bultaco   | +1 volta   | 4     |
| 8    | Aalt Toersen       | Suzuki    | +2 voltes  | 3     |
| 9    | Ulrich Graf        | Honda     | +2 voltes  | 2     |
| 10   | Benjamí Grau       | Bultaco   | +2 voltes  | 1     |
| 11   | Cees van Dongen    | Yamaha    | +2 voltes  |       |
| 12   | Ginger Molloy      | Bultaco   | +2 voltes  |       |
| 13   | Ramon Galí         | Bultaco   | +3 voltes  |       |
| 14   | Dave Bedlington    | Maico     | +3 voltes  |       |

## 50 cc

### Arribats a la meta
| Pos. | Pilot                   | Moto       | Temps      | Punts |
| ---- | ----------------------- | ---------- | ---------- | ----- |
| 1    | Salvador Cañellas       | Derbi      | 34' 22" 46 | 15    |
| 2    | Rudolf Kunz             | Kreidler   | +00" 19    | 12    |
| 3    | Jan de Vries            | Kreidler   | +00" 20    | 10    |
| 4    | Angel Nieto             | Derbi      | +19" 47    | 8     |
| 5    | Joan Bordons            | Derbi      | +59" 27    | 6     |
| 6    | Ulrich Graf             | Kreidler   | +2' 23" 72 | 5     |
| 7    | Frederic van der Hoeven | Kreidler   | +1 volta   | 4     |
| 8    | Ludwig Fassbender       | Kreidler   | +1 volta   | 3     |
| 9    | Franco Ringhini         | Morbidelli | +1 volta   | 2     |
| 10   | Gottlob Schweikardt     | Kreidler   | +1 volta   | 1     |
| 11   | Siegfried Lohmann       | Kreidler   | +1 volta   |       |
| 12   | Oronzo Memola           | Kreidler   | +1 volta   |       |